# Luna (filme francês)
Luna (bra: Luna) é um filme de comédia dramática francês dirigido por Elsa Diringer lançada em 2017.

## Sinopse
Nos arredores de Montpellier, Luna é contratada por Sébastien no mercado de jardinagem, onde trabalha no âmbito de seu PAC de horticultura, que ele acabou de obter. Luna mantêmum relacionamento com Ruben, com quem ela parece pronta para perdoar tudo, apesar de seus excessos e de sua ingratidão em relação a ela (em particular por não cumprir sua promessa de acompanhá-la quando ela é hospitalizada por um aborto). Durante a festa de aniversário de Ruben, Ruben e seus amigos perseguem e humilham um jovem escritor de grafitti, a quem surpreendem no hangar que costumam frequentar. Eles o apelidam de Bambi (a partir de sua interpretação da etiqueta deste) e chegam a cometer um ataque sexual violentando-o com uma garrafa e filmando a cena com um telefone celular (sendo Luna quem, na ação coletivo, abaixa as calças do jovem). Nenhum membro da gangue (nem mesmo Luna) parece perceber a gravidade do ato.
Algum tempo depois, a vítima, Alex, está por sua vez empregada no mesmo mercado que Luna. Ela inicialmente tem medo de que ele se lembre dela (esperando que sua recente coloração de seus cabelos vermelhos a proteja dessa possibilidade), mesmo que ele esteja lá voluntariamente para encontrar aqueles que o atacaram. Ela acaba deixando Ruben, cujo comportamento ela não aprova mais depois que ele jogou o cachorro que ela havia lhe dado na água (e que ela decide manter). Luna descobre gradualmente a personalidade de Alex, que prova ser atencioso e sensível. Sem ela perceber, uma atração mútua se desenvolveu gradualmente, até Alex ousar beijá-la. Os dois jovens se tornam mais cúmplices e mais satisfeitos, e Alex inicia Luna no trompete, instrumento que ele toca dentro de um grupo de fanfarra local.
Durante um passeio perto de um rio, Luna adormece na margem e é despertada por gritos. Ela corre e vê Alex tentando estrangular um jovem que ele confundiu com Ruben, por causa de um cachorro idêntico ao de seu agressor. Um educador, responsável pelo jovem, também é alertado pelos gritos; ele intervém e faz Alex entender que ele atacou a pessoa errada. Depois de trazer Luna de volta, Alex pede desculpas por seu comportamento e afirma que ele geralmente não é violento, então a garota anuncia que não pode ficar com ele. Alex, acreditando que é por causa do incidente, ele explica que foi atacado por uma gangue no início do verão (sem dar detalhes sobre a natureza da violência sofrida) e que estar com lhe fazia se sentir bem novamente. Chateada, Luna ainda se afasta pedindo que a deixe em paz. Mais tarde, ela abandona o cachorro e sai para encontrar Alex, a quem ela beija. Ela o acompanha para uma festa onde ele toca com a banda de metais.
No dia seguinte, Luna treina para tocar trompete em um campo aberto. Ruben então aparece, e diz que "Bambi" foi visto novamente em direção ao hangar. Ele pergunta se ela sabe onde ele está morando, pois quer acertar suas conta e depois tenta beijar Luna. Pronta para ceder a seus avanços por alguns momentos, ela rapidamente muda de ideia e vai embora. Mais tarde, quando a mãe dela atende Sébastien e eles saem juntos no fim de semana, Luna leva Alex ao jardim de seu chefe comum para se divertir na piscina dele. Ela conversa com a ele sobre o ataque para garantir que ele não volte relembra o drama, mas ele diz que está cada vez mais satisfeito graças ao relacionamento deles, e então eles fazem amor pela primeira vez. Depois de adormecer, Luna procura Alex e o encontra na casa de Sébastien, apontando uma pistola para ela. Luna acredita que ele sabe tudo e quer se vingar, mas o jovem apenas "brincava" com uma arma da coleção de Sébastien.
Alguns dias depois, Chloe, a melhor amiga de Luna, a vê com Alex, e Luna encontra o cachorro que ela abandonou. Entendendo que não será capaz de manter o segredo, ela acaba admitindo tudo para Alex. Ela pede perdão, mas ele sai. Ele então o chama para encontrá-lo no hangar onde foi atacado. Ele então pede que ela traga Ruben para pedir desculpas. Ruben acreditando que o convite de Luna é para que reatem o namoro, chegando com um buquê de rosas. Alex aponta para ele com uma pistola e Ruben acaba se desculpando e chorando. Alex ordena que ele saia então, quando Luna se aproxima dele para confortá-lo, também pede que ele o deixe. Luna senta em uma calçada, atordoada, e Alex finalmente se junta a ela, repetindo uma cena anterior de flertar. Eles andam juntos na scooter de Alex, Luna envolvendo os braços em volta dele e Alex segurando a mão da jovem contra seu coração.

## Elenco
- Laëtitia Clément como Luna
- Rod Paradot como Alex
- Lyna Khoudri como Chloé
- Julien Bodet como Ruben
- Frédéric Pierrot como Sébastien
- Juliette Arnaud como Corinne

## Recepção

### Resposta da crítica
Na França, o site AlloCiné oferece uma média de 3,5 / 5 com base em várias análises da imprensa. quando a CinéSéries notará isso 4/5 com a menção "Avaliação muito positiva".